# Falarika
Falarika (auch Phalarika oder Feuerpfeil) war ein größeres Brandgeschoss, das wie ein Pfeil konstruiert war und von einem Katapult oder einer ähnlichen Wurfmaschine verschossen werden konnte.
Die Falarika ist zuerst bei den Saguntinern um 218 v. Chr. aufgetaucht (Belagerung von Sagunt) und wurde später von den Römern und Byzantinern eingesetzt. Während des gesamten Mittelalters benutzte man diese Waffe, insbesondere als Verteidigungswaffe bei Belagerungen gegen die hölzernen Belagerungstürme.
Der in Brand gesetzte Stoff bestand aus Werg mit Pech, Schwefel oder Naturharz und wurde unterhalb der Pfeilspitze angebracht. Vor dem Fortschleudern wurde die Masse in Brand gesetzt.